# Hanna Maria Drack
Hanna Maria Drack (eigentlich Marie Elisabet Johanna Drack, geborene Marie Elisabet Johanna Börner; * 10. Juni 1913 in Penig; † 16. September 1988 in Scharnstein) war eine deutsch-österreichische Dichterin und Schriftstellerin.

## Leben
Hanna Maria Drack war Tochter von Paul Julius Börner und Emma Marie Börner, ihr Urgroßvater gründete den Gemeindeteil Amerika der Stadt Penig. Johanna Börners Schulausbildung fand in Penig statt. Sie war eine begabte Vorzugsschülerin und machte im Jahr 1929 ihren Schulabschluss in der Höheren Abteilung zu Penig. Johanna Börner begann im ersten Volksschuljahr Gedichte zu schreiben. Während ihres Mittelschulbesuches fanden ihre Verse großen Anklang und im Alter von 16 Jahren verfasste sie federführend eine Schulzeitung. Seit jener Zeit wurde Johanna Börner als heimische Dichterin bezeichnet. In ihrer frühen Schaffensperiode entstanden Lyrik verschiedenster Art und Thematik, Liedtexte (darunter selbst vertonte), Kurzgeschichten, Reiseberichte, Erzählungen und Dokumentationen - manches auch in englischer Sprache.
1929 begann ihr berufliches Engagement in Penig. 1932 ging sie für ein Jahr nach England, um ihre englischen Sprachkenntnisse zu vertiefen. Von 1933 bis 1941 war Johanna Börner als Direktionssekretärin und Fremdsprachenkorrespondentin für Englisch, Französisch und Italienisch in der Peniger Maschinenfabrik tätig. Neben ihrer Tätigkeit studierte sie in Chemnitz an der Berlitz School of Languages Französisch und Italienisch. Weitere England-Aufenthalte folgten 1937 und 1939.
Sie heiratete 1941 und übersiedelte nach Oberösterreich, wo sie bis 1942 im Familienunternehmen ihres Mannes arbeitete. Ende 1942 bis 1943 setzte sie ihre Berufslaufbahn als Schriftleitungssekretärin in Berlin fort. Ab Mitte 1943 war Scharnstein im östlichen Salzkammergut Oberösterreichs ihr ständiger Wohnsitz. Dort wuchsen ihre vier Kinder heran und Hanna Maria Drack war Hausfrau, Mutter und zwölffache Großmutter. Neben ihren umfangreichen familiären und häuslichen Verpflichtungen widmete sie sich ihrem künstlerischen Schaffen.

## Werk
Zentrale Themen im Werk von Hanna Maria Drack sind die Natur, die kleinen Dinge und Freuden im Leben, Familie, zwischenmenschliche Beziehungen, Heimat, soziales Handeln, Ehrlichkeit, Respekt, Völkerverständigung und der Weltfriede. Das Leben auf dem Lande in Abgeschiedenheit, fern kultureller Zentren, stellte ab 1941 ihrer schriftstellerischen Laufbahn keine unwesentlichen Barrieren in den Weg. In einer Zeit, als Frauen noch kein Auto lenkten, telefonieren teuer war, Computer und Internet noch nicht Einzug gehalten hatten, standen Hanna Maria Drack nur die Schreibmaschine und der Postweg zur Verfügung. Sie liebte die Natur und die Landschaft des Salzkammerguts. Dies inspirierte sie, was sich in ihrem Werk deutlich widerspiegelt. In der Schaffensperiode ab 1941 entstanden Lyrik in Reim und freien Rhythmen, Epigramme, Aphorismen, Haikus, Gedichtzyklen, Romane, Kurzgeschichten, Hörspiele, Feuilletons, Libretti, Heiter-Kritisches, Kindergedichte, Kinderbücher, Kinderlieder und viele Liedtexte, zu denen sie auch manchmal die Melodien schrieb. Zahlreiche Texte wurden von renommierten Komponisten vertont. Zudem verfasste sie Beiträge für Schulfunksendungen und Lehrbücher im Schulbetrieb, auch in englischer Sprache, sowie Arbeiten auf Sächsisch, Oberösterreichisch und Wienerisch. Hanna Maria Drack arbeitete viele Jahre mit dem ORF (Öffentliche Rundfunk- und Fernsehanstalt Österreichs) zusammen.  Ein großer Teil ihres Schaffens blieb bislang unveröffentlicht.

### Lyrikbände und Lyrische Streifen
- Durch das Leben – durch das Jahr. Lyrikband. Europäischer Verlag, Wien 1966
- DUR und MOLL. Lyrikband. Europäischer Verlag, Wien 1968
- Bunte Steine. Lyrikband. Europäischer Verlag, Wien 1970
- Stille – Freude – Einsamkeit. Lyrischer Streifen. Podium 70, Salzburg
- Blumengeflüster. Lyrischer Streifen. Podium 70, Salzburg
- Unsere Zeit im Spiegel- und Zerrspiegel. Lyrikband. Europäischer Verlag, Wien 1978
- Im letzten Drittel eines Menschenlebens. Lyrikband. OÖ. Landesverlag, Ried im Innkreis 1978
- Wir armen, armen Mädchen. Lyrischer Streifen. Podium 70, Salzburg
- Auch Männer sind bedauernswert. Lyrischer Streifen. Podium 70, Salzburg
- Blumen, die nie verwelken. Lyrischer Streifen. Podium 70, Salzburg
- Der Lebenskrug. Lyrikband. OÖ. Landesverlag, Ried im Innkreis 1979
- Gedanken am Wege. Lyrikband. OÖ. Landesverlag, Ried im Innkreis 1981
- Gedanken einer Oma. Lyrischer Streifen. Podium 70, Salzburg
- Gedanken um die Opas. Lyrischer Streifen. Podium 70, Salzburg
- Epigramme. Lyrikband. OÖ. Landesverlag, Ried im Innkreis 1985

Posthum:
- Oma und Opa, Gedanken einer Oma. Gedanken um die Opas. 2. Auflage. Lyrischer Streifen, Linz 1997
- Vergoldet scheint Erinnerung. Lyrikband. Edition Triglav, Hrsg. Karola Drack und Roman Rocek, Wien 1990

### Veröffentlichungen in Anthologien
- Wieder ist Weihnacht. Verlag Wilhelm Ennsthaler, Steyr 1964
- Vers, Reim, Strophe, Gedicht, Verslehre. Thun/München 1968
- Gedanken über die Freude. Verlag Wilhelm Ennsthaler, Steyr 1969
- Wie weise muss man sein, um immer gut zu sein. Verlag Wilhelm Ennsthaler, Steyr 1972
- Nur die Freude lässt uns hoffen. Europäischer Verlag Wien 1972
- Menschen im Schatten. Podium 70, Salzburg 1972
- Wahrheit wollen wir ergründen. Europäischer Verlag Wien 1973
- Jung ist, wer zu lieben weiss. 1974
- Erdachtes – Geschautes. Prosa Anthologie österreichischer Frauen 1974
- Die sonderbaren Menschen. 1975
- Funkenflug. Verlag Wilhelm Ennsthaler, Steyr 1975
- Gedanken über das Glück. Verlag Wilhelm Ennsthaler, Steyr 1976
- Das rechte Mass. Europäischer Verlag 1977
- Gedanken über Blumen. Verlag Wilhelm Ennsthaler, Steyr 1979

### Romane, Erzählungen, Essays
- Ruf der Scholle. Roman. Moldavia Verlag, Wien 1970
- Ruf der Scholle. Roman in Fortsetzungen. Kremstal-Bote, Kirchdorf an der Krems 1977
- Toni Föllners Heimkehr. Roman von Hanni Birkmoser alias Hanna Maria Drack. Zauberkreis Verlag, D-7550 Rastatt 1977
- Gestern Feind – Heute Freund. Roman in Fortsetzungen. Kremstal-Bote, Kirchdorf an der Krems 1980

(Titel dieses Romans lautete vorher Bezwungene Grenzen und war als solcher veröffentlicht)
- Amerika, Amerika. Kremstal-Bote, Kirchdorf an der Krems 1983

### Kinderliteratur
- Flips, Flaps und der Großvater. Kinderbuch. Giebichenstein-Verlag, D-83112 Wildenwart 1974
- Alle gegen Peter. Kinderbuch. Giebichenstein-Verlag, D-83112 Wildenwart 1975
- Auf der richtigen Spur. Detektivgeschichte, Hörbuch auf 2 Kassetten. Erich Schumm GmbH, D-71540 Murrhardt 1981

### Vertonte veröffentlichte Werke
- Werden und Vergehen.   Musik: Karl Etti. Text: Hanna Maria Drack
- Inspiration; Die Quelle; Am Wiesenrain.   Musik: Karl Etti. Text: Hanna Maria Drack
- Schatten und Lichter.     Musik: Karl Etti. Text: Hanna Maria Drack
- Zusammen jung, zusammen alt.    Musik: Herbert Seiter. Text: Hanna Maria Drack
- Was wirklich zählt.     Musik: Herbert Seiter. Text: Hanna Maria Drack
- Man muss warten können auf das Glück.   Musik: Hans Lang. Text: Hanna Maria Drack
- Alles made in Austria.     Musik: Hans Lang. Text: Hanna Maria Drack
- Ich hab heut an Traum g'habt.  Musik: Hans Lang. Text: Hanna Maria Drack
- A Jaga gin jagern.     Musik: Hans Lang. Text: Hanna Maria Drack
- Jede Zeit.      Musik: Hans Lang. Text: Hanna Maria Drack
- In Wien, da bleibt die Zeit ein bisserl stehn.   Musik: Hans Lang. Text: Hanna Maria Drack
- A Glaserl Wein.      Musik: Hans Lang. Text: Hanna Maria Drack
- Abend am Almsee.     Musik: Lois Wurzinger. Text: Toni Friedl alias Hanna Maria Drack
- Wann i mal nimmer jodeln könnt.    Musik: L. Wurzinger. Text: Toni Friedl alias Hanna Maria Drack
- Am Berg steht a Hütterl.    Musik: L. Wurzinger. Text: Toni Friedl alias Hanna Maria Drack
- Kuckuuu - Schatzerl.     Musik: L. Wurzinger. Text: Toni Friedl alias Hanna Maria Drack
- I mecht mei Ruah.   Musik: L. Wurzinger. Text: Toni Friedl alias Hanna Maria Drack
- Die Wiener U-Bahn.    Musik: Fritz Killer. Text: Hanna Maria Drack
- Liebesbrief aus Wien.    Musik: Fritz Killer. Text: Hanna Maria Drack
- Das ganze Jahr war schön mit dir.  Musik: Fritz Killer. Text: Hanna Maria Drack
- Kleine Stewardess.    Musik: Fritz Killer. Text: Hanna Maria Drack
- Ein Häuserl am Berg.     Musik: Fritz Killer. Text: Hanna Maria Drack
- Regen-Lied.     Musik: Fritz Killer. Text: Hanna Maria Drack
- It's more.     Musik: Fritz Killer. Text: Hanna Maria Drack
- Ping Pong.     Musik: Fritz Killer. Text: Hanna Maria Drack
- Ich bin so "in".     Musik: Fritz Killer. Text: Jo Martin alias Hanna Maria Drack
- Faschingswalzer.    Musik: Georg Luksch. Text: Hanna Maria Drack
- Liab sa ma ….    Musik: Josef Felsinger. Text: Hanna Maria Drack
- Ich mag dich.     Musik: Franz Knittel. Text: Hanna Maria Drack
- Viele schaffen, viele raffen.   Musik: Otto Tschernik. Text: Hanna Maria Drack
- Ein kleines Busserl.    Musik: Ludwig Babinski. Text: Hanna Maria Drack
- A Musi, a Stimmung.    Musik: Ludwig Babinski. Text: Hanna Maria Drack
- Gmunden schöne Traunseestadt.   Musik: Joseph Moser. Text: Hanna Maria Drack
- Unser Österreich.    Musik: Werner Brüggemann. Text: Hanna Maria Drack
- Scharnsteiner Heimatlied.   Musik & Text: Hanna Maria Drack. Arrangeur: Konrad Rennert

### Audioproduktionen
- Auf der richtigen Spur.    Kinderbuch auf Doppelkassette. Erich Schumm GmbH, D-71540 Murrhardt
- Man muss warten können auf das Glück.  Sänger: Heinz Conrads. Musik: Hans Lang. Text: Hanna Maria Drack. AMADEO
- Man muss warten können auf das Glück.  Sänger: Geschwister Schneider. Musik: Hans Lang. Text: Hanna Maria Drack. GEMA
- Wann i mal nimmer jodeln könnt.   Musik: Lois Wurzinger. Text: Hanna Maria Drack. Polydor Austria Gold (LP)
- Wann i mal nimmer jodeln könnt.   Musik: Lois Wurzinger. Text: Hanna Maria Drack. POLYDOR Austria Gold (Kassette)
- Abend am Almsee.    Musik: Lois Wurzinger. Text: Hanna Maria Drack. POLYDOR (LP)
- Abend am Almsee.     Musik: Lois Wurzinger. Text: Hanna Maria Drack. Polydor Austria Gold (LP)
- Abend am Almsee.     Musik: Lois Wurzinger. Text: Hanna Maria Drack. POLYDOR Austria Gold (Kassette)
- Gmunden, schöne Traunseestadt.   Sänger: Elfie Friedrich, Fritz Nidetzky. Musik: Josef Moser. Text: Hanna Maria Drack. SC/SUPERCORD
- A Jaga ging jagern.    Musik: Hans Lang. Text: Hanna Maria Drack. ELITE RECORD SERIE (LP)
- Unser Österreich.    Musik: Werner Brüggemann. Text: Hanna Maria Drack. Eberle-Koch Verlag, Koch Records Spezial (LP)
- Werden und Vergehen, Frühlingsahnen.  Sänger: Heinz Zednik. Musik: Karl Etti. Text: Hanna Maria Drack. Bock Productions (CD)
- Werden und Vergehen, Die letzte Rose.  Sänger: Heinz Zednik. Musik: Karl Etti. Text: Hanna Maria Drack. Bock Productions (CD)